# 算帳
《算帳》是科幻小說作家倪匡的作品之一，衛斯理系列編號100。該小說於1995年8月9日完成，並在1996年8月20日出版，該小說以「人類壽命長短由基因決定」為主題，首次提出「生命配額之說」認為人類的任何活動均自生命形成時決定。

## 故事大綱
衛斯理的商人好友陶啟泉與大亨合作在中東進行一個開發油田的生意。然而，卻被迫與「獨裁政體」的貪官合作，對方要求無理的分佣。陶啟泉與大亨感到極其不滿，深知要阻止此事發生，必須找到一人來平衡各官員利益。故此，陶找來了衛斯理，要求他協助自己尋求人選。
衛斯理聽聞此要求，知道只有權力核心的「老人家」方能平衡各人利益。然而，衛斯理一則認為自己對商業世界一無所知，二來無意在政場上打滾，更因對「獨裁政體」的反感而拒絕了陶啟泉的請求。陶深知衛斯理的性格，故不再強使他。
幾天後，大亨的女友朱槿上門找衛斯理。特務出身的朱槿向他表示現時「獨裁政體」的權力核心「老人家」行將就木，政局混亂，唯一可令政局回復正常，使各人聽令於「老人家」的方法(也是使陶啟泉與大亨能完成生意的方法)，就是延長其壽命。同時，朱槿又告訴衛斯理「老人家」曾於勒曼醫院做了年輕十年的手術。換言之，朱槿是希望通向衛斯理令勒曼醫院使「老人家」恢復神智。衛斯理得悉此請求後，拒絕了事並打算破門而出，一走了之。
然而，衛斯理立即遇到登門造訪並守候門外的陶啟泉與大亨，令他無法逃走，只好回家。此時，朱槿把一封信交給衛斯理。原來，這是一封求救信，而這信正是由鐵天音所寫，大意是被捲入一場權力鬥爭中，並且被捕。由於鐵天音為衛斯理生死之交—鐵旦之子，而「獨裁政體」中只有「老人家」能救出鐵天音，故此衛斯理再沒有拒絕陶啟泉等人的理由，一人去勒曼醫院，希望「老人家」能恢復神智。
來到格陵蘭的勒曼醫院後，一位名為亮聲的外星人告訴衛斯理「老人家」做了年輕十年的手術，並不等於壽命延長十年，只是身體機能年輕十年，其死亡年齡依然不變。同時，亮聲又告訴衛斯理，每一個人自生命形成時，其呼吸、進食、思考、走路的數目已經注定。換言之，「老人家」身體機能雖然年輕了十年，可是在他人生最後的十年中就再沒有思想、語言的餘額，成為一位植物人。
回家後，衛斯理的女兒衛紅陵把鐵旦帶到香港，而衛斯理的太太白素卻到了瑞士，衛斯理不知其故安在。同時，朱槿與水葒亦上門拜見。因此，衛斯理把到勒曼醫院的事一一告訴各人，各人均認為要救出鐵天音只能使用其他的方法。此時，鐵旦表示可向其中一位特務—浮蓮入手，因浮蓮與鐵天音的上司掌管一部貪污官員的手冊。因此，衛斯理等人可從浮蓮入手，奪其手冊，用以威脅禁錮鐵天音的官員。衛斯理此時想到，白素到了瑞士，可能是為尋找浮蓮。故此，他亦去了瑞士。
來到瑞士後，衛斯理按各提示，到了一家小食店找到了白素。白素向衛斯理表示她在到瑞士時，浮蓮已經不知所終，卻留了一封信給白素。在信中，浮蓮表示根本沒有手冊這回事。有見及此，衛斯理與白素假造了一部手冊，打算把此手冊分發於「獨裁政體」的官員，使官員被迫屈服，交出鐵天音。此時，有兩人前來搶奪手冊，經一番「爭鬥」後，手冊落入對方手中。
回家後，衛斯理問鐵旦前來搶手冊的是否與水葒等為同一派人。鐵旦否定，令衛斯理推翻之前對水葒等人的懷疑。同時，在衛斯理與白素返回香港後的第五天，曾來搶奪手冊的特務屈服，把鐵天音釋放，並接受了衛斯理要求取消對陶啟泉生意的不合理要求，故事至此結束。

## 相關人物
- 衛斯理

書中主角，基於對政治、商場上的不通，本身無意協助陶啟泉與大亨。然而，當他得悉其好友鐵旦之子鐵天音被捕後，只好東奔西走，最終使鐵天音安全而回。在瑞士之行，由於他以為前來搶手冊的是水葒的一幫人，故誤以為朱槿等人別有用心。原來，這只是衛斯理的猜想，管理特務的鐵旦根本不知道兩人是什麼出身。
- 白素

衛斯理太太，當她從朱槿口中得悉浮蓮逃亡到瑞士後，亦到此地追蹤浮蓮。然而，衛斯理深知當白素取得手冊後，會成為被攻擊的對象，因而萬分擔心。幸而，手冊根本不存在，使白素化險為夷。
另外，當白素得知人的生命早是命中注定時，她認為這會使人類更會在生前作惡，令這個世界更為可怕。
- 陶啟泉

衛斯理好友，為富甲一方的商人。由於他在中東的生意受到「獨裁政體」的干涉，因而找來衛斯理求助。經過多番波折後，他與大亨的生意終於能順利進行。在本小說中，陶啟泉與水葒邂逅。自此，陶在其後的小說中亦與水葒出雙入對。
- 大亨

衛斯理的另一位富豪友人。自《水晶宮》，他與陶啟泉合作失敗後，二人首次合夥，卻受到「獨裁政體」無理的要求。故此，他與陶啟泉請求衛斯理協助。
- 「老人家」

「獨裁政體」的領導（暗指鄧小平），為陶啟泉與大亨認為能平均各人利益的對象。然而，「老人家」年事已高，身體機能退化，成為植物人。為了延長壽命，「老人家」曾使勒曼醫院令他年輕十年，結果他的呼吸、進食等配額提前十年用完，成為只有壽命餘額的植物人。最終，他在瀕死前只餘下三次的說話能力。
- 亮聲

於勒曼醫院進行研究，擁有人類外表的外星人，專門負責地球和人類生命的研究。他除了提出生命配額外，亦認為中醫中的食材，如人參等是可增加配額的方法。同時，他又認為歷史上英主突然在其年老後變得殘暴不仁是因其腦部思想配額用完，發生逆轉之故。
- 鐵旦

前「獨裁政體」的軍官，也是衛斯理兒時的好友。身為開國功臣的他，雖退出政壇，但依然甚有地位。在1960年代的政治動亂中，他因逃命而雙腳殘廢，可是他仍至死不悟，對發動整肅運動的「領袖」(指毛澤東)極為崇拜，稱其為「領袖」。
鐵天音為他的獨生子。歷經多場政治運動的鐵旦曾表示對任何事都不加理會，但當得悉其兒子被捕時，即緊張起來，與紅綾來到香港，與衛斯理匯合。
- 溫寶裕

衛斯理之友。因他熟識「陶氏收藏基金會」的主席，因而與陶啟泉關係甚佳，得悉他於中亞的生意失利。在故事中，他認為當人得悉自己有生命配額時，將不會作惡，只是好好的生活，與白素的意見剛剛相反。
- 水葒

「獨裁政體」的女特務，二十來歲，年輕貌美，身手了得。由於自幼為孤兒的她，全憑鐵旦的照顧和提拔方能成長，故此她與朱槿均稱鐵旦為義父，令衛斯理十分感動。
- 朱槿

「獨裁政體」的另一女特務，同樣地年輕貌美，身手不凡。她的另一個身份為大亨的女友。
- 浮蓮

「獨裁政體」十二位女特務之一。然而，她由於野心勃勃，終日打算出人頭地，故與權貴關係十分密切，令水菙與朱槿和她的關係十分陌生。最終，她亦因與權貴關係親密而捲入權力鬥爭中。
- 衛紅綾

衛斯理與白素之女兒，她曾到德國把鐵旦帶到香港。她力氣之大，曾把坐在輪椅上的鐵旦一下子舉起。故此，鐵旦稱她為「女元帥」。

## 資料來源
以下內容以香港勤十緣出版社作準：
1. ↑  算帳 – 第二部份 – P.32-36
2. ↑  算帳 – 第三部份 – P.37-54
3. ↑  算帳 – 第四部份 – P.55-60
4. ↑  算帳 – 第四部份 – P.65-72
5. ↑  算帳 – 第五部份 – P.73-76
6. ↑  算帳 – 第五部份 – P.84-87
7. ↑  算帳 – 第六部份 – P.92-97
8. ↑  算帳 – 第六部份 – P.105-108
9. ↑  算帳 – 第七部份 – P.117-126
10. 1 2  算帳 – 第九部份 – P.147-148
11. ↑  算帳 – 第九部份 – P.152-158
12. ↑  算帳 – 第十一部份 – P.189
13. ↑  算帳 – 第十二部份 – P.214-215
14. ↑  算帳 – 第十部份 – P.175-178
15. 1 2  算帳 – 第八部份 – P.139
16. ↑  算帳 – 第九部份 – P.160-161
17. ↑  算帳 – 第四部份 – P.64
18. ↑  算帳 – 第十二部份 – P.209
19. ↑  算帳 – 第八部份 – P. 127-128
20. ↑  算帳 – 第八部份 – P.129-130
21. ↑  算帳 – 第八部份 – P.143
22. ↑  算帳 – 第九部份- P.154

| 前任者： 99 病毒 | 衛斯理系列（按編號） 100 | 繼任者： 101 原形 |